# Shigeko Toya
Shigeko Toya (jap. 戸谷 重子, Toya Shigeko; * um 1950) ist eine japanische Jazzsängerin und Pianistin, die in den 1970er-Jahren erfolgreich war.
Shigeko Toya spielte ihr Debütalbum 1972 mit dem Trio des Pianisten Masaru Imada ein; gefolgt von der LP Fine and Mellow (Three Blind Mice 1973, mit Imada, Masayuki Takayanagi, Akitoshi Igarashi, Takashi Mizuhashi, Tetsujiro Obara) und dem Livealbum  Yokohama Concert (ebenfalls mit Imada, sowie mit Kenji Mori, Isao Fukui und Tetsujiro Obara), auf dem sie bekannte Jazzstandards wie „I’ll Be Seeing You“, „Can’t Help Lovin’ Dat Man“, „Call Me Irresponsible“ und „Willow Weep for Me“ interpretierte. Nach einem Album mit Duetten (Shigeko & Mari), das sie mit Mari Nakamoto, begleitet vom Tsuyoshi Yamamoto Trio, aufgenommen hatte, folgte 1978 noch eine letzte Produktion mit Masaru Imada und seiner Band (She Cries, Yupiteru Records), mit populären Jazztiteln wie „It Don’t Mean a Thing (If It Ain’t Got That Swing)“, „When I Fall in Love“  und „I’m Beginning to See the Light“. Der Diskograf Tom Lord listet ihre Beteiligung im Bereich des Jazz zwischen 1972 und 1978 an sechs Aufnahmesessions.